# Християнска народна партия (Норвегия)
Вижте пояснителната страница за други значения на Християнска народна партия.
Християнската народна партия (на норвежки: Kristelig Folkeparti; на нюношк: Kristeleg Folkeparti) е дясноцентристка християндемократическа политическа партия в Норвегия.
Основана през 1933 г., партията придобива по-голямо влияние през втората половина на 20 век, когато участва в няколко дясноцентристки коалиционни правителства, включително оглавяваните от нейния представител Хел Магне Бондевик през 1997-2000 и 2001-2005 г.
От 2005 г. Християнската народна партия е в опозиция на лявоцентристкото правителство на Йенс Столтенберг.
1. ↑  www.dagen.no //   Посетен на 17 януари 2019 г.